# NOW 17
Now (That's What I Call Music 17) er et dansk opsamlingsalbum udgivet 28. august 2006 i kompilation-serien NOW Music.

## Spor
1. Shakira feat. Wyclef Jean: "Hips Don't Lie"
2. Robbie Williams: "Sin Sin Sin"
3. Rihanna: "SOS"
4. Juanes: "La Camisa Negra"
5. Kelly Clarkson: "Breakaway"
6. Nelly Furtado: "Maneater"
7. Keane: "Is It Any Wonder?"
8. Lily Allen: "Smile"
9. P!nk: "Who Knew"
10. Nick Lachey: "What's Left Of Me"
11. Sugababes: "Red Dress"
12. Nordstrøm: "Berlin"
13. Corinne Bailey Rae: "Trouble Sleeping"
14. Peter Sommer: "8-6-6-0"
15. Unite: "Don't Fight It"
16. Kenneth Bager: "The First Picture"
17. Depeche Mode: "John The Revelator"
18. Infernal: "Ten Miles"
19. Johnson: "Kig Forbi"
20. Bent Fabric: "Sweet Señorita!"